# 魏尔哈特吉根贝格
魏尔哈特吉根贝格是奥地利上奥地利州因河畔布劳瑙县的一个市镇。总面积27平方公里，总人口1233人，人口密度45.7人/平方公里（2005年）。